# Wilhelm Petzel (General, 1814)
Friedrich Wilhelm Alexander Petzel (* 10. Mai 1814 in Harmelsdorf, Kreis Deutsch-Krone; † 23. Oktober 1882 in Berlin) war ein preußischer Generalmajor.

## Leben

### Herkunft
Wilhelm war ein Sohn des Oberamtmanns und Gutspächters von Harmelsdorf Johann Gottlieb Pentzel (1781–1864) und dessen Ehefrau Johanne Henriette, geborene Krause (1791–1819).

### Militärkarriere
Petzel besuchte das Joachimsthalsche Gymnasium in Berlin und trat nach seinem Abschluss am 1. April 1832 als Kanonier in die 3. Artillerie-Brigade der Preußischen Armee ein. Zur weiteren Ausbildung absolvierte er von Oktober 1833 bis Juli 1836 die Vereinigte Artillerie- und Ingenieurschule und avancierte Ende Oktober 1835 zum aggregierten Sekondeleutnant. Nach seinem Abschluss wurde er am 26. Januar 1837 zum Artillerieoffizier ernannt und in seinen Verband einrangiert. Von Oktober 1843 bis Juni 1846 folgte seine Weiterbildung an der Allgemeinen Kriegsschule. Zwischenzeitlich ließ sich Petzel, der fließend französisch und englisch sprach, 1844 kurzzeitig beurlauben, um an der Expedition unter Marschall Bugeaud gegen die Kabylen des Jurjura-Gebirge in Algerien teilzunehmen. Für sein Wirken im Gefecht bei Ainel-Ari am Bourberak-Nissah erhielt Petzel das Kreuz des Ehrenlegion.
Während des Krieges gegen Dänemark war Petzel von Ende April bis Ende September 1848 Führer einer halben Haubitzen-Batterie und wurde für das Gefecht bei Schleswig mit dem Roten Adlerorden IV. Klasse mit Schwertern ausgezeichnet. Nach dem Feldzug wurde er am 26. Oktober 1848 unter Beförderung zum Premierleutnant in die 1. reitende Eskadron der 2. Artillerie-Brigade nach Ueckermünde versetzt. Während der Mobilmachung fungierte er 1850 als Generalstabsoffizier der mobilen 5. Division. Am 22. Juni 1852 stieg Petzel zum Hauptmann auf, wurde 1854 Chef der 4. Festungskompanie in Stettin und zwei Jahre später Chef der 1. 12-pfünder Batterie. Vom 29. Juni 1859 bis zum 16. März 1863 war er Artillerieoffizier vom Platz in Graudenz und anschließend als Major Chef der 2. 6-pfündigen-Batterie in der Artillerie-Brigade Nr. 2. Daran schloss sich am 6. Juni 1863 seine Ernennung zum Abteilungskommandeur in der Schlesischen Artillerie-Brigade Nr. 6 an. Am 26. November 1863 kommandierte man Petzel zur Wahrnehmung der Geschäfte der Kommandantur von Swinemünde, bevor er während des Krieges gegen Dänemark am 9. Februar 1864 unter Stellung à la suite der 2. Artillerie-Brigade gestellt zum Kommandanten ernannt wurde. Ende September 1865 wurde Petzel mit der Ernennung zum Kommandeur der reitenden Abteilung in das Westfälische Feldartillerie-Regiment Nr. 7 nach Wesel versetzt. Im folgenden Deutschen Krieg führte er 1866 die Abteilung in der Schlacht bei Langensalza und während des Mainfeldzug bei der kombinierten Division Flies. Dabei erfreute er sich der Unterstützung des Herzogs Ernst II. von Sachsen-Coburg-Gotha, mit dem ihn seit dem Feldzug in Schleswig eine Freundschaft verband und der ihm das Komturkreuz I. Klasse seines Hausordens verlieh.
Ausgezeichnet mit dem Kronen-Orden III. Klasse mit Schwertern wurde Petzel nach dem Krieg am 30. Oktober 1866 als Kommandeur der reitenden Abteilung in das Pommerschen Feldartillerie-Regiment Nr. 2 versetzt und am 31. Dezember 1866 mit Patent vom 30. Oktober 1866 zum Oberstleutnant befördert. Am 14. Januar 1868 erfolgte seine Ernennung zum Kommandeur des Ostpreußischen Festungsartillerie-Regiments Nr. 1 in Königsberg. In dieser Stellung stieg Petzel Mitte Juni 1869 zum Oberst auf, bevor er am 13. November 1869 das Kommando über das Pommersche Feldartillerie-Regiment Nr. 2 in Stettin erhielt. Seinen Verband führte Petzel 1870/71 im Krieg gegen Frankreich in der Schlacht bei Gravelotte, den Belagerungen von Metz und Paris sowie im Gefecht bei Champginy. Während des Feldzuges im Jura gelang ihm die Einnahme der Festung Salins. Petzel wurde mit beiden Klassen des Eisernen Kreuzes sowie dem Komturkreuz des Württembergischen Militärverdienstordens ausgezeichnet.
Nach dem Friedensschluss wurde er gesundheitsbedingt unter Verleihung des Charakters als Generalmajor am 20. April 1872 mit Pension zur Disposition gestellt. Er starb am 23. Oktober 1882 in Berlin und wurde am 26. Oktober 1882 in Landsberg an der Warthe beigesetzt.

### Familie
Petzel heiratete am 28. Oktober 1851 in Glindow Pauline Fritze (1828–1854), eine Tochter des Ziegeleibesitzers Ferdinand Fritze. Nach ihrem frühen Tod ehelichte er am 12. April 1856 Emilie Schröder (1836–1922), die Tochter des Kaufmanns Wilhelm Schröder aus Stettin. Aus den Ehen gingen folgende Kinder hervor:
- Pauline (* 1854)
- Bertha (* 1864)
- Wilhelm (1866–1941), preußischer Generalmajor ⚭ Julie Birschel, Eltern von Walter Petzel, deutscher General der Artillerie
- Barnim (1868–1874)